# George A. Speckert

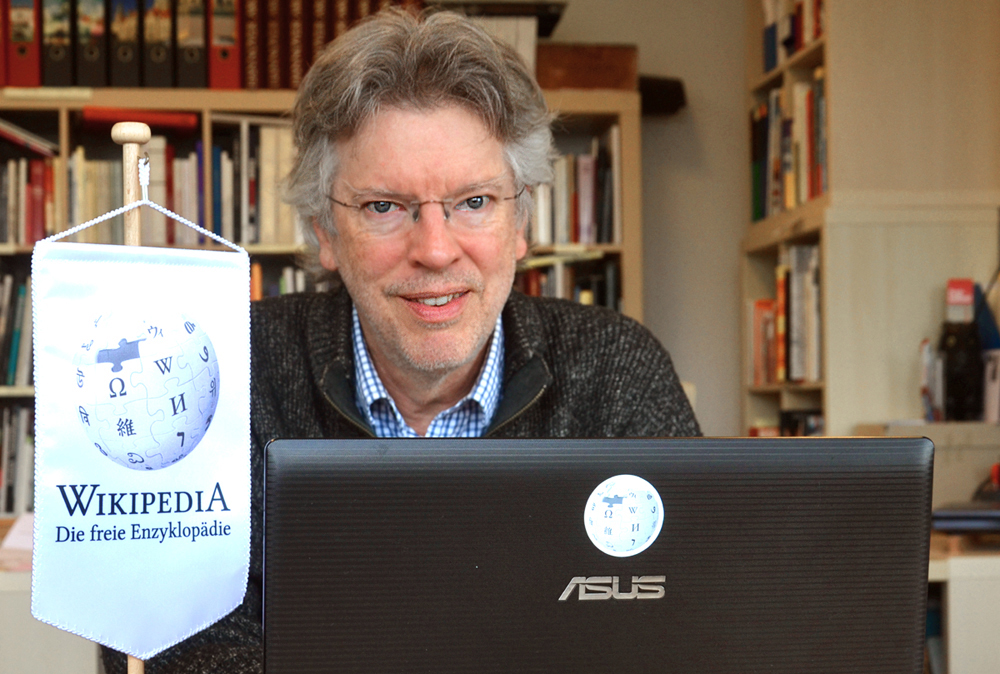
George A. Speckert 2017 in Hannover

George A. Speckert (* 1951 in St. Louis, Missouri, USA) ist ein US-amerikanischer Komponist, Musikpädagoge, Schulleiter, Autor und Bratschist sowie Dozent für Filmmusik und Medienarbeit.

## Leben
George A. Speckert ist ein Nachkomme einer aus Baden stammenden Familie. Seine Urgroßeltern wanderten 1883 von dort nach Amerika aus. Seine Großeltern sorgten noch für die Zweisprachigkeit ihrer Enkel.
Speckert studierte an der University of Evansville im Harlaxton Campus Musik; in den Hauptfächern Viola bei Gerald Fischbach und Irene Breslau sowie Klavier. Seinen Bachelor of Arts schloss er im Jahr 1973 mit cum laude ab. Zudem vertiefte Speckert in Meisterkursen bei Paul Rolland das Fach Streicherpädagogik, bei Eduard Melkus die barocken Spielweisen, und das Komponieren in Meisterkursen bei Brian Blyth Daubney und John Corigliano.
1973 folgte Speckert „seiner großen Liebe in die Heimat seiner Ahnen“  und siedelte in die Bundesrepublik Deutschland über, wo er zunächst in der Stadt Bünde in Nordrhein-Westfalen als Lehrer an der dortigen Jugendmusikschule unterrichtete. 1976 übernahm er in Löhne die Leitung der  Löhner Musikschule, 1980 in Bad Salzuflen die Direktion der Städtischen Musikschule. 1984 wechselte er nach Hannover, wo er anfangs die Musikschule der Landeshauptstadt Hannover erst stellvertretend, ab 1995 dann hauptamtlich leitete.
1996 wurde George A. Speckert von Birgit Breuel für seine im Vorfeld der Weltausstellung Expo 2000 entwickelte Konzeption der Veranstaltungsreihe Kulturkaleidoskop Hannover mit dem Hannover-Preis ausgezeichnet. 1998 übernahm er die künstlerische Leitung des dann KulturKaleidoskop – made in Hannover genannten Projektes, mit dem die niedersächsische Landeshauptstadt zugleich erstmals einen eigenen Internet-Auftritt hatte – noch vor ihrer Seite hannover.de.
Nach der Weltausstellung begann Speckert 2001 mit der Leitung verschiedener Multimedia-Kurse an der Volkshochschule Hannover, leitete Projekte im Bereich des E-Learnings und des elektronisch unterstützten Lernens. Als Projektleiter für den Medienbus erhielt er am 7. Juni 2011 vom Rat der Gemeinden und Regionen Europas (RGRE) den European Award of Excellence City for Children durch den Generalsekretär Frédéric Vallier verliehen.
Ab 2002 wirkte der Komponist erstmals als Lehrbeauftragter für Filmmusik an der Hochschule Offenburg. 2005 wurde Speckert zum Vorsitzenden des Prüfungsausschusses für digitale Mediengestaltung der Industrie- und Handelskammer Hannover (IHK) gewählt. 2008 übernahm er zusätzlich den Lehrauftrag Aktive Mediengestaltung an der Fachhochschule Bielefeld.
2013 produzierte Speckert als Regisseur und Filmmusiker gemeinsam mit Klaus Vespermann als Redakteur und dem Kameramann René Grupe im Ökumenischen Kirchencentrum Mühlenberg eine Filmdokumentation über die Lebensgeschichte des Holocaust-Überlebenden und ehemaligen Insassen des KZ-Außenlager Hannover-Mühlenberg Henry Korman.

## Werke (Auswahl)

### Schriften
- Anwendung von audio-technischen Medien in Musikschulen. Hrsg. vom Verband Deutscher Musikschulen e. V. (VdM). VdM, Bonn circa 1987, ISBN 3-925574-02-6.
- Neue Medien in der Musik. Bosse Verlag, Kassel 1997, ISBN 3-7649-2664-3.
- Hugo Spechtshart – ars nova. Die Entdeckung der Neuen Musik. Eine rekonstruierte Biographie. Florian Noetzel Verlag, Heinrichshofen-Bücher, Wilhelmshaven 2016, ISBN 978-3-7959-0998-7.

### Musikausgaben
- Ostinati. Spass am Klavier, Probieren, Improvisieren, Fantasieren, Verwandeln. Zimmermann, Frankfurt am Main, ca. 1986, DNB 350235988.
- Indian chants for strings (= Indian chants für Streicher). Bärenreiter-Verlag, Kassel u. a. 2007, ISMN M-006-53426-5
- Tango for strings, Partitur und Stimmen für Tantalizing tango. The smell of tango. Monster tango. The daring white of her eyes. Pizz-a-tango. Roses and thorns. Bärenreiter-Verlag, Kassel u. a. 2008, ISMN M-006-53730-3
- Ready to Play. Popular Movie Hits. Bärenreiter-Verlag, Kassel u. a. 2012, ISMN 979-0-00654192-8 (Suche im DNB-Portal).

### Schallplatten
- Requiem for a World After. Daviton, 1981.

### Filmmusik
- Secret Places, University of Evansville, Harlaxton, 2016[9]
- Imagefilm, Hochschule Offenburg, 2014
- Musik und Regie für den Dokumentarfilm Henry Korman. Der letzte Überlebende des KZ Hannover-Mühlenberg[7][8]
- Trailer für das Filmfestival up-and-coming, 2013
- Doping in Weinkeller, Behring Filmproduktion, Bayerischer Rundfunk, Norddeutscher Rundfunk, 2003